# Хотел Гранд Приштина
Хотел Гранд се налази у центру Приштине у улици маршала Тита, а која је након 1999. године позната и као Булевар Мајке Терезе. Власник хотела је Влада Републике Србије, а након рата на Косову и Метохији, фактички власник хотела је тренутни власник предузеће Unio Commerce.

## Историја
На месту на којем се налази хотел Гранд, у време изградње долазило се до краја града. Архитекте Драган Ковачевић, Миша Јевремовић и Башким Фехмиу имали су задатак да од места где ће се изградити хотел, направи нови центар града.
Хотел Гранд је отворен 25. априла 1978. године. Површина хотела је приближно 32.000 m². Хотел има и ресторан, кафе бар, ноћни бар и салу за конференције. Поседује 368 соба. Изграђен неколико година после хотела Косовски божур, хотел Гранд је врло брзо после отварања постао главно место многих дешавања која су се до тада дешавала у хотелу Косовски божур. Једини косовски хотел А категорије, по тадашњој класификацији хотела, постао је центар друштвеног живота Приштине. Сви државници који су посећивали Косово и Метохију, били су гости хотела, рачунајући и председника Јосипа Броза Тита, који је посетио Приштину 1979. године.
Након рата на Косову и Метохији фактичку контролу над хотелом преузима УНМИК и самопроглашени косовски органи власти. Вршене су приватизације хотела без икаквог укључивања Владе Репбулике Србије у сам процес.
Хотел је некада био класификован са 5 звездица, али након рата услед политичких и економских околности, губи тај статус.
Након 2008. године лева страна хотела је претрпела архитектонске измене, док је остатак хотела остао исти.

## Архитектура
Инвест-биро из Београда је био пројектни биро који је био ангажован на пројекту. Поред главних архитеката, у пројекту су учествовали и њихови сарадници Никола Јокић, Љубиша Радосављевић и Милован Рајковић. Уређење ентеријера су радили Милан Палишашки, Миодраг Радуловић и Матија Родић. Партерно уређење су извршили Димитрије Младеновић, Спасоје Крунић и Олга Крунић. Извођач радова је било грађевинско предузеће „Рамиз Садику” из Приштине.
Приштински днвени лист Рилиндја јула 1973. године пише да је у Приштини на Тргу републике започета изградња хотела А категорије који се састоји од три куле од којих ће једна имати 9 спратова, друга 6, а трећа 3. Укупан капацитет ће бити 420 постеља са укупно 256 соба, са великим рестораном од преко 1000 столица као и другим просторијама потребним за модеран хотел.
Позициониран јужним екстремним делом на Булевар Маршала Тита, он на неки начин представља вертикалну референцију уласка у булевар. Постављен са великом пажњом према постојећим урбаним карактеристикама и диспозицијама предвиђеним Партонићевим планом, он ствара око себе један обећавајући јавни простор.
На локацији где су доминирале зграде малог волумена силуета новог хотелског објекта и форма, организација и компоновање маса, дало је целокупној физиономији овог дела града нову димензију. Никакве везе у силуети објекта нема са локалним градитељским изазовом. Његова форма долази из света интернационалне архитектуре, где примарне масе у наглашено-смакнутим по висини кубусима, стварају ритмичну игру кореспондирајући са околним амбијентом.
Приштински днвени лист Рилиндја опет објављује текст о изградњи хотела и у тексту из 22. септембра 1974. године информише да је ипак објекат започет другим пројектом, али је у току изградње ипак измењен. По првобитном пројекту било предвиђено да хотел буде основе у облику лука. После интервенције локалног архитекте Башкима Фехмиуа, уз сарадњу са београдским архитектом Драганом Ковачевићем, прешло се на правоугаону основу где су на истој површини и са истим бројем спратова повећали број лежаја на 600. Из овог текста се види да је основни пројекат имао и балконе за сваку собу, што није уобичајено за градске хотеле, који су у финалном пројекту из 1974. године укинути. Такође се на ламелу Б, која је по првобитном пројекту имала 9 етажа са хотелским собама, додаје десети спрат на коме се предвиђа национални ресторан из којег се пружа поглед на све четири стране града.